# Episodi di Just Shoot Me! (settima stagione)
La settima stagione della serie televisiva Just Shoot Me! è stata trasmessa in anteprima negli Stati Uniti d'America dalla NBC tra l'8 ottobre 2002 e il 26 novembre 2003.
| nº | Titolo originale                    | Titolo italiano | Prima TV USA     | Prima TV Italia |
| -- | ----------------------------------- | --------------- | ---------------- | --------------- |
| 1  | Guess Who's Coming to Blush         |                 | 8 ottobre 2002   |                 |
| 2  | Mr. Jealousy                        |                 | 15 ottobre 2002  |                 |
| 3  | Nina and the Rocker                 |                 | 22 ottobre 2002  |                 |
| 4  | Halloween? Halloween!               |                 | 29 ottobre 2002  |                 |
| 5  | Da Sister Who Loved DiMauro         |                 | 12 novembre 2002 |                 |
| 6  | That Burning Passion                |                 | 19 novembre 2002 |                 |
| 7  | The Write Stuff                     |                 | 3 dicembre 2002  |                 |
| 8  | It's Raining Babies                 |                 | 7 gennaio 2003   |                 |
| 9  | Watch Your Backdraft                |                 | 14 gennaio 2003  |                 |
| 10 | Pictures of Lily                    |                 | 22 aprile 2003   |                 |
| 11 | The Comedy Stylings of Rivers & Red |                 | 22 aprile 2003   |                 |
| 12 | The Talented Mr. Finch              |                 | 12 luglio 2003   |                 |
| 13 | There's Something About Allison     |                 | 12 luglio 2003   |                 |
| 14 | Rivals in Romance                   |                 | 19 luglio 2003   |                 |
| 15 | A Simple Kiss of Fate               |                 | 19 luglio 2003   |                 |
| 16 | Donnie Redeemed                     |                 | 2 agosto 2003    |                 |
| 17 | My Fair Finchy                      |                 | 2 agosto 2003    |                 |
| 18 | Son of a Preacher Man               |                 | 9 agosto 2003    |                 |
| 19 | The Last Temptation of Elliot       |                 | 9 agosto 2003    |                 |
| 20 | For the Last Time, I Do             |                 | 16 agosto 2003   |                 |
| 21 | Future Issues                       |                 | 16 agosto 2003   |                 |
| 22 | Evaluate This!                      |                 | 24 novembre 2003 |                 |
| 23 | The Goodbye Girl                    |                 | 25 novembre 2003 |                 |
| 24 | Strange Bedfellows                  |                 | 26 novembre 2003 |                 |